# 碧水镇
碧水镇，是中华人民共和国黑龙江省大兴安岭地区呼中区下辖的一个乡镇级行政单位。

## 行政区划
碧水镇下辖以下地区：
碧水社区。